# Idioma wappo
El wappo es una lengua indígena extinta que se habló en el valle Alexander al norte de San Francisco por miembros de la etnia wappo. La última hablante fluente de la lengua, Laura Fish Somersal, murió en 1990. La desaparición del wappo se atribuye al uso del inglés en la escuela y a factores socioeconómicos asociadas a las condiciones de trabajo.
De acuerdo con Somersal, el nombre de la etnia y el nombre de la lengua deriva de la palabra española 'guapo'. Aunque el nombre que usaban originalmente parece haber sido Ashochimi.
Los intentos de clasificar el wappo no han concluido con un parentesco claro. Se ha propuesto un parentesco lejano con el idioma yuki, pero la validez de dicha propuesta sigue siendo discutida. Paul Radin publicó los primeros textos sobre gramática del wappo en 1920. Jesse O. Sawyer publicó un diccionario (English-Wappo Vocabulary, 1965) y continuó el estudio de la lengua durante toda su vida. Otros lingüistas que han contribuido al estudio del wappo son William E. Elmendorf, Alice Shepherd, Sandra Thompson, Joseph Sung-Yul Park and Charles N. Li.